# Jürgen Fassbender
Jürgen Willi Ernst Fassbender (Wesseling, Alemanya Occidental, 28 de maig de 1948) és un extennista professional de l'Alemanya Occidental.
Va guanyar tres títols individual però va destacar especialment en categoria de dobles amb disset. No va arribar a disputar mai cap final de Grand Slam, arribant a quarts de final individualment i a semifinals en dobles. Va col·laborar amb l'equip d'Alemanya Occidental de Copa Davis disputant 23 eliminatòries amb 20 victòries i 14 derrotes. En aquesta època, el millor resultat de l'equip fou la victòria en el sector europeu arribant a les semifinals intersectorials.
Va participar en els Jocs Olímpics de Ciutat de Mèxic (1968), on el tennis fou esport de demostració i exhibició. Va disputar les tres proves de demostració però només va aconseguir medalla en la de dobles mixts, guanyant la d'argent amb Helga Niessen. En els esdeveniments individual i de dobles masculins (fent parella amb Ingo Buding) va ser eliminat en primera ronda. En les proves d'exhibició va disputar les de dobles masculins i dobles mixts amb les mateixes parelles però sense resultats positius.

## Palmarès

### Individual: 7 (3−4)
| Títols per superfície |
| --------------------- |
| Dura (1−1)            |
| Gespa (0−0)           |
| Terra batuda (1−2)    |
| Moqueta (1−1)         |

| Resultat  | Núm. | Data                 | Torneig                         | Superfície   | Oponent             | Marcador           |
| --------- | ---- | -------------------- | ------------------------------- | ------------ | ------------------- | ------------------ |
| Finalista | 1.   | 24 de juliol de 1972 | Düsseldorf, Alemanya Occidental | Terra batuda | Ilie Năstase        | 0−6, 2−6, 1−6      |
| Guanyador | 1.   | 12 de març de 1973   | Charleston, Estats Units        | Moqueta (i)  | Clark Graebner      | 4−6, 6−1, 6−4      |
| Finalista | 2.   | 9 de juliol de 1973  | Düsseldorf (2)                  | Terra batuda | Hans-Jürgen Pohmann | 2−6, 3−6, 3−6      |
| Finalista | 3.   | 3 de març de 1974    | Paramus, Estats Units           | Moqueta (i)  | Sandy Mayer         | 1−6, 3−6           |
| Guanyador | 2.   | 13 de maig de 1974   | Múnic, Alemanya Occidental      | Terra batuda | François Jauffret   | 6−2, 5−7, 6−1, 6−4 |
| Finalista | 4.   | 17 de febrer de 1975 | Boca Raton, Estats Units        | Dura         | Jimmy Connors       | 4−6, 2−6           |
| Guanyador | 3.   | març de 1975         | Düsseldorf                      | Dura (i)     | Bernard Mignot      | 6−3, 6−3, 6−4      |

### Dobles masculins: 37 (17−20)
| Títols per superfície |
| --------------------- |
| Dura (4−7)            |
| Gespa (0−1)           |
| Terra batuda (6−6)    |
| Moqueta (4−2)         |

| Resultat  | Núm. | Data                   | Torneig                      | Superfície   | Parella             | Oponents                         | Marcador                 |
| --------- | ---- | ---------------------- | ---------------------------- | ------------ | ------------------- | -------------------------------- | ------------------------ |
| Guanyador | 1.   | 12 d'agost de 1968     | Kitzbühel, Àustria           | Terra batuda | Wilhelm Bungert     | Gerald Battrick Robert Wilson    | 6−3, 7−5                 |
| Finalista | 1.   | 11 d'agost de 1969     | Hamburg, Alemanya Occidental | Terra batuda | Jean-Claude Barclay | Tom Okker Marty Riessen          | 1−6, 2−6, 4−6            |
| Finalista | 2.   | 26 de juny de 1972     | Londres, Regne Unit          | Gespa        | Karl Meiler         | Jim McManus Jim Osborne          | 6−4, 3−6, 5−7            |
| Guanyador | 2.   | 24 de juliol de 1972   | Kitzbühel (2)                | Terra batuda | Hans-Jürgen Pohmann | Mal Anderson Geoff Masters       | 7−6, 6−4, 6−4            |
| Guanyador | 3.   | 17 de gener de 1973    | Birmingham, Regne Unit       | Dura         | Pat Cramer          | Clark Graebner Ion Ţiriac        | 6−4, 7−5                 |
| Finalista | 3.   | 18 de febrer de 1973   | Salisbury, Estats Units      | Dura (i)     | Juan Gisbert        | Clark Graebner Ilie Năstase      | 6−2, 4−6, 3−6            |
| Guanyador | 4.   | 4 de juny de 1973      | Berlín, Alemanya Occidental  | Dura         | Hans-Jürgen Pohmann | Joaquín Loyo Mayo Raúl Ramírez   | 4−6, 6−4, 6−4            |
| Guanyador | 5.   | 11 de juny de 1973     | Hamburg                      | Terra batuda | Hans-Jürgen Pohmann | Manuel Orantes Ion Ţiriac        | 7−6, 7−6, 7−6            |
| Finalista | 4.   | 15 d'octubre de 1973   | Manila, Filipines            | Dura         | Hans-Jürgen Pohmann | Marcello Lara Sherwood Stewart   | 2−6, 0−6                 |
| Finalista | 5.   | 19 de novembre de 1973 | Christchurch, Nova Zelanda   | Moqueta (i)  | Jeff Simpson        | Anand Amritraj Fred McNair       | Renúncia                 |
| Guanyador | 6.   | 27 de gener de 1974    | Omaha, Estats Units          | Moqueta (i)  | Karl Meiler         | Ian Fletcher Kim Warwick         | 6−2, 6−4                 |
| Guanyador | 7.   | 3 de febrer de 1974    | Baltimore, Estats Units      | Moqueta (i)  | Karl Meiler         | Owen Davidson Clark Graebner     | 7−6, 7−5                 |
| Guanyador | 8.   | 11 de febrer de 1974   | Little Rock, Estats Units    | Moqueta (i)  | Karl Meiler         | Vitas Gerulaitis Bob Hewitt      | 6−0, 6−2                 |
| Guanyador | 9.   | 11 de març de 1974     | Calgary, Canadà              | Dura (i)     | Karl Meiler         | Iván Molina Jairo Velasco        | 6−4, 6−4                 |
| Guanyador | 10.  | 27 de març de 1974     | Tempe, Estats Units          | Dura         | Karl Meiler         | Ian Fletcher Kim Warwick         | 4−6, 6−4, 7−5            |
| Finalista | 6.   | 13 de maig de 1974     | Múnic, Alemanya Occidental   | Terra batuda | Hans-Jürgen Pohmann | Antonio Muñoz Manuel Orantes     | 6−2, 4−6, 6−7, 2−6       |
| Guanyador | 11.  | 20 de maig de 1974     | Hamburg (2)                  | Terra batuda | Hans-Jürgen Pohmann | Brian Gottfried Raúl Ramírez     | 6−3, 6−4, 6−4            |
| Finalista | 7.   | 5 d'agost de 1974      | Louisville, Estats Units     |              | Hans-Jürgen Pohmann | Erik van Dillen Charlie Pasarell | 2−6, 3−6                 |
| Finalista | 8.   | 5 d'agost de 1974      | Indianapolis, Estats Units   | Terra batuda | Hans-Jürgen Pohmann | Jimmy Connors Ilie Năstase       | 7−6, 3−6, 4−6            |
| Finalista | 9.   | 12 d'agost de 1974     | Mont-real, Canadà            | Dura         | Hans-Jürgen Pohmann | Manuel Orantes Guillermo Vilas   | 1−6, 6−2, 2−6            |
| Finalista | 10.  | 4 de novembre de 1974  | Jakarta, Indonèsia           | Dura         | Hans-Jürgen Pohmann | Ismail El Shafei Roscoe Tanner   | 5−7, 3−6                 |
| Guanyador | 12.  | 20 de gener de 1975    | Birmingham, Estats Units     | Moqueta (i)  | Karl Meiler         | Colin Dowdeswell John Yuill      | 6−1, 3−6, 7−6            |
| Finalista | 11.  | 17 de febrer de 1975   | Boca Raton, Estats Units     | Dura         | Ion Ţiriac          | Juan Gisbert Clark Graebner      | 2−6, 1−6                 |
| Finalista | 12.  | 4 de març de 1975      | Londres, Regne Unit          | Moqueta (i)  | Hans-Jürgen Pohmann | Paolo Bertolucci Adriano Panatta | 3−6, 4−6                 |
| Guanyador | 13.  | 7 de juliol de 1975    | Gstaad, Suïssa               | Terra batuda | Hans-Jürgen Pohmann | Colin Dowdeswell Ken Rosewall    | 6−4, 9−7, 6−1            |
| Finalista | 13.  | 12 d'agost de 1975     | Columbus, Estats Units       | Dura         | Hans-Jürgen Pohmann | Robert Lutz Stan Smith           | 2−6, 7−6, 3−6            |
| Finalista | 14.  | 10 de novembre de 1975 | Buenos Aires, Argentina      | Terra batuda | Hans-Jürgen Pohmann | Paolo Bertolucci Adriano Panatta | 6−7, 7−6, 4−6            |
| Finalista | 15.  | 3 de maig de 1976      | Múnic (2)                    | Terra batuda | Hans-Jürgen Pohmann | Juan Gisbert Manuel Orantes      | 6−1, 3−6, 2−6, 3−2, ret. |
| Finalista | 16.  | 4 de juny de 1973      | Berlín                       | Dura         | Hans-Jürgen Pohmann | Patricio Cornejo Antonio Muñoz   | 5−7, 1−6                 |
| Guanyador | 14.  | 5 de juliol de 1976    | Gstaad (2)                   | Terra batuda | Hans-Jürgen Pohmann | Paolo Bertolucci Adriano Panatta | 7−5, 6−3, 6−3            |
| Finalista | 17.  | 19 de juliol de 1976   | Kitzbühel                    | Terra batuda | Hans-Jürgen Pohmann | Jiří Hřebec Jan Kodeš            | 7−6, 2−6, 4−6            |

### Dobles mixts: 5 (4−1)
| Títols per superfície |
| --------------------- |
| Dura (1−1)            |
| Gespa (0−0)           |
| Terra batuda (3−0)    |

| Resultat  | Núm. | Data                   | Torneig                               | Superfície   | Parella            | Oponents                             | Marcador |
| --------- | ---- | ---------------------- | ------------------------------------- | ------------ | ------------------ | ------------------------------------ | -------- |
| Finalista | −    | 14 d'octubre de 1968   | Jocs Olímpics, Ciutat de Mèxic, Mèxic | Terra batuda | Helga Masthoff     | Julie Heldman Herb Fitzgibbon        | 1−6, 3−6 |
| Guanyador | 1.   | 17 de maig de 1971     | Hamburg, Alemanya Occidental          | Terra batuda | Heide Schildknecht |                                      |          |
| Guanyador | 2.   | 5 de juny de 1972      | Hamburg (2)                           | Terra batuda | Heide Schildknecht |                                      |          |
| Guanyador | 3.   | 20 de novembre de 1973 | Johannesburg, Sud-àfrica              | Dura         | Evonne Goolagong   | Ilana Kloss Bernard Mitton           | 6−3, 6−2 |
| Guanyador | 4.   | 20 de maig de 1974     | Hamburg                               | Terra batuda | Heide Schildknecht | Katja Ebbinghaus Hans-Jürgen Pohmann | 7−6, 6−3 |
| Finalista | 1.   | 14 de novembre de 1974 | Johannesburg                          | Dura         | Ilana Kloss        | Margaret Court Marty Riessen         | 0−6, 2−6 |

## Trajectòria

### Individual
| Open d'Austràlia | A  | A  | A  | A  | A  | A  | A  | A  | A  | A  | A   | 0 / 0 |  |
| Roland Garros | A  | 1R | 1R | A  | 2R | 3R | 3R | A  | 3R | 2R | 1R  | 0 / 8 |  |
| Wimbledon | 1R | A  | A  | 1R | 3R | QF | 2R | 2R | 1R | 1R | A   | 0 / 8 |  |
| US Open | A  | A  | 1R | 1R | 2R | 1R | A  | 1R | A  | A  | A   | 0 / 5 |  |
| Rànquing a final d'any |    |    |    |    |    | 46 | 54 | 64 | 93 | 64 | 151 |       |  |
| Llegenda: G: Guanyador; F: Finalista; SF: Semifinalista; QF: Quarts de final; Q: Qualificació; A: Absent; RR: Round Robin |    |    |    |    |    |    |    |    |    |    |     |       |  |

### Dobles
| Open d'Austràlia | A  | A  | A  | A  | A  | A  | A  | A  | A  | A  | A | A  | 0 / 0 |
| Roland Garros | 1R | 2R | A  | 1R | SF | QF | A  | QF | QF | 2R | A | 3R | 0 / 9 |
| Wimbledon | A  | A  | 1R | 2R | SF | QF | SF | 1R | A  | A  | A | 1R | 0 / 7 |
| US Open | A  | 1R | 1R | 1R | A  | A  | 3R | A  | A  | A  | A | A  | 0 / 4 |
| Llegenda: G: Guanyador; F: Finalista; SF: Semifinalista; QF: Quarts de final; Q: Qualificació; A: Absent; RR: Round Robin |    |    |    |    |    |    |    |    |    |    |   |    |       |